# Lysjön, Dalarna
Lysjön är en sjö i Malung-Sälens kommun i Dalarna och ingår i Dalälvens huvudavrinningsområde. Sjön har en area på 1,16 kvadratkilometer och ligger 505,3 meter över havet. Sjön avvattnas av vattendraget Lyan.

## Delavrinningsområde
Lysjön ingår i det delavrinningsområde (674966-138264) som SMHI kallar för Utloppet av Lysjön. Medelhöjden är 551 meter över havet och ytan är 9,04 kvadratkilometer. Det finns inga avrinningsområden uppströms utan avrinningsområdet är högsta punkten. Lyan som avvattnar avrinningsområdet har biflödesordning 5, vilket innebär att vattnet flödar genom totalt 5 vattendrag innan det når havet efter 417 kilometer. Avrinningsområdet består mestadels av skog (77 procent). Avrinningsområdet har 1,16 kvadratkilometer vattenytor vilket ger det en sjöprocent på 12,8 procent.